# Google Docs
Google Docs je program za obradu teksta koji je deo besplatnog veb softverskog kancelarijskog paketa koji nudi Google u okviru svoje usluge Google Drive. Ova usluga obuhvata i Google tabele i Google prezentacije, za pravljenje tabela i prezentacija. Google dokumenti su dostupni kao veb aplikacija, aplikacija za mobilne uređaje za Android, iOS,
Microsoft Windows, BlackBerry, i kao desktop aplikacija na Google-ovom ChromeOS. Aplikacija je kompatibilna sa formatima datoteka Microsoft Office. Aplikacija omogućava korisnicima da stvaraju i uređuju datoteke na internetu, istovremeno sarađujući s drugim korisnicima u realnom vremenu. Korisničke promene u tekstu prati istorija izmena. Pozicija urednika je označena bojom i kursorom koji je specifičan za urednika. Sistem dozvola reguliše šta korisnici mogu raditi. Ažuriranja su uvela funkcije pomoću mašinskog učenja, uključujući "Explore", nudeći rezultate pretraživanja na osnovu sadržaja dokumenta i „Action items”, omogućavajući korisnicima da dodeljuju zadatke drugim korisnicima.

## Istorija

#### Nastanak
Google Drive je nastao spajanjem Writely i XL2Web. Writely je veb procesor za obradu teksta koji je kreirala softverska kompanija Upstartle i osnovan u avgustu 2005. godine. Započeli su ga kao eksperimentalni program Sam Schillace, Steve Newman i Claudia Carpenter, isprobavajući tada novu Ajax tehnologiju i funkciju uređivanje sadržaja u pretraživačima. 9. marta 2006, Google je objavio da je kupio Upstartle. U julu 2009. godine Google je izbacio beta verziju Google dokumenata. U martu 2010. godine Google je kupio DocVerse, kompaniju za online saradnju sa dokumentima. DocVerse je dozvolio višestruku online saradnju sa Microsoft Word dokumentima, kao i drugim Microsoft Office formatima, kao što su Excel i PowerPoint. Poboljšanja zasnovana na DocVerse najavljena su i realizovana u aprilu 2010. godine. U junu 2012. godine Google je kupio Quickoffice, besplatni paket privatne produktivnosti za mobilne uređaje. U oktobru 2012. godine Google je preimenovao proizvode Drive, a Google Documents postali su Google dokumenti. U isto vreme, objavljene su Chrome aplikacije, koje su pružale prečice do usluge na Chrome-ovoj novoj kartici. U februaru 2019. godine, Google je objavio dokumente o gramatikama u dokumentima. Dokumenti, proširivši njihovu proveru pravopisa koristeći tehnike mašinskog prevođenja kako bi pomogli da se pronađu složene gramatičke greške.

#### Platforme
Google dokumenti dostupni su kao veb aplikacija koja se podržava u veb pretraživačima GoogleChrome, Mozilla Firefox, Internet Explorer, Microsoft Edge i Apple Safari. Korisnici mogu pristupiti svim dokumentima, kao i drugim datotekama, zajednički putem veb lokacije Google diska. U junu 2014. godine Google je otkrio namensku početnu veb stranicu za Docs koja sadrži samo datoteke stvorene ovom uslugom. Google je 2014. godine lansirao namensku mobilnu aplikaciju za Docs na Android i iOS mobilnim operativnim sistemima. U 2015. godini, veb lokacija za Docs je ažurirana sa jednostavnijim, ujednačenijim interfejsom, i dok korisnici mogu da čitaju datoteke putem mobilnih veb lokacija, korisnici koji pokušavaju da izmene biće preusmereni prema namenskoj mobilnoj aplikaciji, čime se sprečava uređivanje na mobilnom uređaju.

## Uređivanje
Google dokumenti i ostale aplikacije u paketu Google Drive služe kao alat za zajedničko uređivanje dokumenata u stvarnom vremenu. Dokumente istovremeno može deliti, otvarati i uređivati više korisnika, a korisnici mogu da vide promene karaktera kao što drugi saradnici vrše izmene. Promene se automatski čuvaju na Google-ovom serveru, a istorija izmena se automatski čuva tako da se prethodne izmene mogu pregledati i vratiti u njih. Trenutna pozicija urednika predstavljena je bojom, kursorom koji je specifičan za editor, tako da ako se dogodi da drugi urednik pregleda taj deo dokumenta, može videti izmene dok se pojavljuju. Funkcija chat bočne strane omogućava saradnicima da razgovaraju o izmenama. Istorija izmena omogućava korisnicima da vide dodavanja napravljena u dokumentu, pri čemu se svaki autor razlikuje po boji. Mogu se uporediti samo susedne revizije i korisnici ne mogu kontrolisati koliko često se revizije spremaju. Datoteke se mogu čuvati na lokalni računar korisnika u različitim formatima (ODF, HTML, PDF, RTF, txt, Office Open XML). Datoteke se mogu označiti i arhivirati u organizacione svrhe.

## Explore
U martu 2014. godine Google je uveo dodatke; novi alati third-party developers koji dodaju više funkcija za Google dokumente. Da bi pregledali i uređivali dokumente van mreže na računaru, korisnici moraju da koriste veb pregledač Google Chrome. Chrome-ovo proširenje, Google Docs Offline, omogućava korisnicima da omoguće podršku van mreže za Docs datoteke na veb lokaciji Google Drive. Android i iOS aplikacije izvorno podržavaju takvo uređivanje. Juna 2014. Google je uveo Predložene izmene u Google dokumentima; kao deo dozvole za pristup komentarisanju, učesnici mogu smisliti predloge za izmene koje autor može prihvatiti ili odbiti, za razliku od pune mogućnosti uređivanja. U oktobru 2016.godine Google je najavio Akcione stavke za Dokumente. Ako korisnik napiše izraze kao što je „Ivan da nastavi sa glavnom skriptom”, usluga će automatski dodeliti tu radnju Ivan. Google navodi da će ovo olakšati drugim saradnicima da vide koja je osoba odgovorna za koji zadatak. Kada korisnik poseti Google disk, dokumente, tabele ili prezentacije, sve datoteke sa zadacima koji su im dodeljeni biće označene značkom. Osnovno istraživačko sredstvo uvedeno je 2012. godine, kasnije prošireno na Explore, pokrenuto u septembru 2016, omogućavajući dodatnu funkcionalnost kroz mašinsko učenje. U Google dokumentima, Istraži relevantne rezultate Google pretrage na osnovu informacija u dokumentu, pojednostavljujući prikupljanje informacija. Korisnici takođe mogu označiti određeni tekst dokumenta, pritisnuti Explore i videti rezultate pretraživanja na osnovu označenog teksta. U decembru 2016. Google je uveo brzo citiranje u Google dokumente. Alat za citiranje omogućava korisnicima da citiraju kao i fusnote klikom na dugme na Internetu putem funkcije Istraživanja koja je uvedena u septembru. Karakteristika citata takođe je obeležila pokretanje funkcija Explore u G Suite for Account.

## Datoteke

#### Podržani formati datoteka
Datoteke u sledećim formatima mogu se pregledati i pretvoriti u docs format:
Za dokumente:
.doc (ako je noviji od Microsoft Office 95), .docx, .docm .dot, .dotx, .dotm,
.html,.txt (običan tekst), .rtf, .odt…

#### Ograničenja datoteke
Ograničenja u veličini datoteke za umetanje, ukupna dužina i veličina dokumenta: do 1,02 miliona znakova, bez obzira na broj stranica ili veličinu fonta. Datoteke u dokumentima pretvorene u .gdoc docs format ne mogu biti veće od 50 MB. Umetnute slike ne mogu biti veće od 50 MB i moraju biti u .jpg, .png ili neanimiranom .gif formatu.

### Ostale funkcionalnosti
Google Docs i Drive Suite besplatni su za upotrebu pojedinaca, ali su takođe dostupni i kao deo Google-ovog G Suite centra usmerenog na poslovanje, omogućavajući dodatnu funkcionalnost usmerenu na poslovanje uz plaćanje mesečne pretplate. Dostupan je jednostavan alat za pronalaženje i zamenu. Paket za disk uključuje alat za web clipboard koji korisnicima omogućava kopiranje i dodavanje sadržaja izmenu google dokumenata, google tabela, google prezentacija i crteža. Web clipboard se takođe može koristiti za kopiranje i dodavanje sadržaja izmenu različitih računara. Kopirani sadržaji se čuvaju na Google-ovim serverima do 30 dana. Google dokumenti takođe podržavaju prečice na tastaturi. Google nudi dodatak za veb pregleda Google Chrome pod nazivom Office. On služi za uređivanje dokumenta, tabela i prezentacija koje korisnicima omogućavaju da pregledaju i uređuju dokumente Microsoft Word na Google Chrome-u. Proširenje se može koristiti za otvaranje Office datoteka sačuvanih na računaru pomoću Chrome-a, kao i za otvaranje Office datoteka koje se susreću na vebu (u obliku priloga e-pošte, rezultata veb pretraživanja itd.). Bez preuzimanjem. Ovaj dodatak je podrazumevan sa Chrome OS. Google Docs, Drive ,Suite besplatni su za nekomercijalnu upotrebu, ali su takođe dostupni i kao deo Google-ovog G Suite-ovog centra usmerenog na poslovanje, omogućavajući dodatnu funkcionalnost usmerenu na poslovanje uz plaćanje mesečne pretplate.

## Spoljašnje veze
- Zvanični veb-sajt